# Begonia taiwaniana
Espèce
Begonia taiwaniana est une espèce de plantes de la famille des Begoniaceae. Ce bégonia est originaire de Taïwan. L'espèce fait partie de la section Diploclinium. Elle a été décrite en 1911 par Bunzō Hayata (1874-1934). L'épithète spécifique taiwaniana signifie « de Taïwan ».

## Description

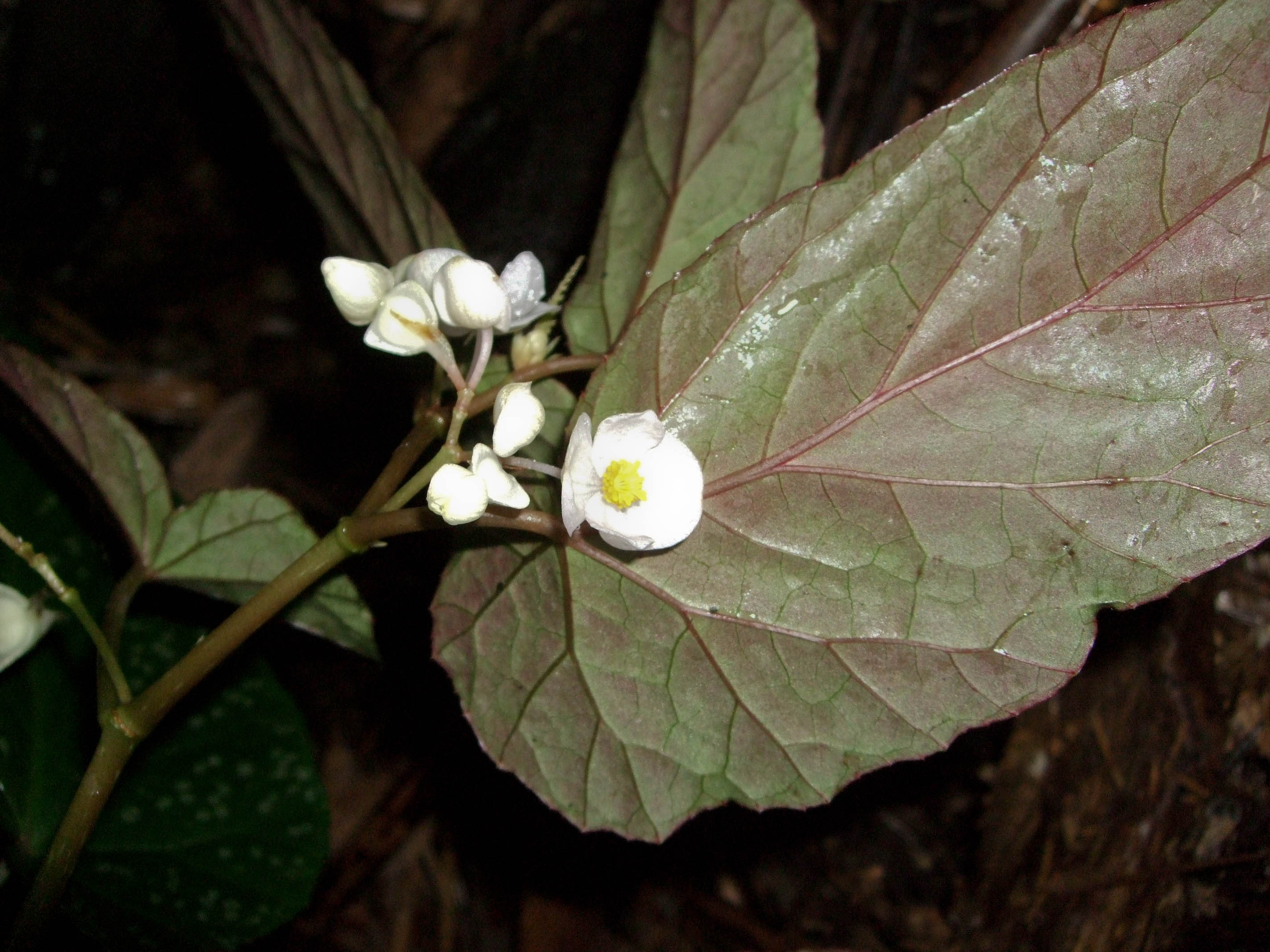
Inflorescence et revers des feuilles.

## Répartition géographique
Cette espèce est originaire du pays suivant : Taïwan.

## Liste des variétés
Selon Tropicos (23 février 2017) (Attention liste brute contenant possiblement des synonymes) :
- variété Begonia taiwaniana var. albomaculata S.S. Ying
- variété Begonia taiwaniana var. taiwaniana